# Mikroprocesor programowy
Mikroprocesor programowy (zwany też procesorem programowym) jest procesorem w całości wykonanym na układzie FPGA przy użyciu syntezy logicznej, zwykle z języka VHDL lub Verilog.
Przykładowe mikroprocesory programowe:
- Picoblaze
- MicroBlaze
- LatticeMicro8
- LEON
- PacoBlaze
- Cortex-M1
- AEMB
- NIOS
- OpenFire
- OpenRisc.

Syntezy logicznej mikroprocesorów można dokonać przy użyciu oprogramowania Xilinx Webpack. Inne firmy rozwijające oprogramowanie dla układów FPGA, pozwalające na zastosowanie mikroprocesorów programowych to: Altium, Altera Corporation, Lattice.
Procesory programowe można implementować na układach FPGA takich jak:
- Spartan 2
- Spartan 3
- Virtex 2
- Altera Cyclone III.